# Khamure
Khamure fou un faraó que va governar a algun lloc de l'antic Egipte però no es pot ubicar cronològicament. Pot correspondre a qualsevol de les dinasties entre la dinastia XIII i la dinastia XVII però el més probable és que sigui de la dinastia XIV. Alguns erudits consideren que en realitat al segell no hi diu Khamure sinó que té un petit error i el nom seria Ammu o Amu.
El seu nom de regne o nesut-biti fou Khamure i no se li coneix altra nom. Aquest nom apareix a un segell actualment al Museu Petrie (UC 11819).